# Kalifa Coulibaly
Kalifa Coulibaly (Bamako, 21 de agosto de 1991) es un futbolista maliense que juega en la demarcación de delantero para el S. M. Caen de la Ligue 2.

## Selección nacional
Debutó con la selección de fútbol de Malí el 15 de octubre de 2013 en un partido amistoso contra Corea del Sur que ganó el combinado coreano por 3-1 tras los goles de Koo Ja-Cheol, Son Heung-Min y Kim Bo-Kyung por parte de Corea del Sur, y de Modibo Maïga por parte de Malí. Jugó tres partidos más en calidad de amistoso en el año 2014.

### Goles internacionales
| # | Fecha                   | Estadio                                     | Oponente                        | Gol | Resultado | Competición                                             |
| - | ----------------------- | ------------------------------------------- | ------------------------------- | --- | --------- | ------------------------------------------------------- |
| 1 | 10 de junio de 2017     | Estadio del 26 de Marzo, Bamako, Malí       | Gabón                           | 1–1 | 2-1       | Clasificación para la Copa Africana de Naciones de 2019 |
| 2 | 23 de marzo de 2019     | Estadio del 26 de Marzo, Bamako, Malí       | Sudán del Sur                   | 1–0 | 3-0       | Clasificación para la Copa Africana de Naciones de 2019 |
| 3 | 11 de junio de 2021     | Estadio Olímpico El Menzah, Túnez, Túnez    | República Democrática del Congo | 1-0 | 1-1       | Amistoso                                                |
| 4 | 11 de noviembre de 2021 | Estadio Regional Nyamirambo, Kigali, Ruanda | Ruanda                          | 0-3 | 0-3       | Clasificación para el Mundial 2022                      |
| 5 | 14 de noviembre de 2021 | Estadio de Agadir, Agadir, Marruecos        | Uganda                          | 1-0 | 1-0       | Clasificación para el Mundial 2022                      |
| 6 | 4 de junio de 2022      | Estadio del 26 de Marzo, Bamako, Malí       | Congo                           | 4-0 | 4-0       | Clasificación para la Copa Africana de Naciones de 2023 |

## Clubes
| Club                           | País    | Año       | Partidos | Goles |
| ------------------------------ | ------- | --------- | -------- | ----- |
| A. S. Real Bamako              | Mali    | 2009-2010 |          | 3     |
| Paris Saint-Germain F. C. "II" | Francia | 2010-2014 | 86       | 30    |
| Royal Charleroi S. C.          | Bélgica | 2014-2015 | 33       | 8     |
| K. A. A. Gante                 | Bélgica | 2015-2017 | 85       | 24    |
| F. C. Nantes                   | Francia | 2017-2022 | 110      | 26    |
| Estrella Roja de Belgrado      | Serbia  | 2022-2023 | 7        | 1     |
| U. S. Quevilly                 | Francia | 2023-2024 | 32       | 12    |
| S. M. Caen                     | Francia | 2024-     | 19       | 2     |

## Palmarés

### Títulos nacionales
| Título          | Club         | País    | Año  |
| --------------- | ------------ | ------- | ---- |
| Copa de Francia | F. C. Nantes | Francia | 2022 |